# Dietmar Aichele
Dietmar Aichele (* 19. Juli 1928 in Stuttgart; † 7. Mai 1996) war ein deutscher Botaniker, Pädagoge und Sachbuchautor. Neben seiner Lehrtätigkeit an Gymnasien in Stuttgart und Böblingen verfasste er zahlreiche weit verbreitete Werke zur Pflanzenbestimmung („Was blüht denn da?“) und weitere Naturführer.

## Leben und Wirken

### Jugend und Studium
Dietmar Aichele kam am 19. Juli 1928 in Stuttgart zur Welt und wuchs auf in der Gemeinde Ehningen bei Böblingen (Kreisstadt des Landkreises Böblingen). Sein Vater war Lehrer in Ehningen und der spätere Rektor der Volksschule. Dietmar Aichele besuchte ab 1939 das Goldberg-Gymnasium in Sindelfingen. Noch nicht 16-jährig wurde er gegen Ende des Zweiten Weltkrieges als Flakhelfer abkommandiert. Nach dem Neubeginn im Frühjahr 1946 trat er in die 7. Klasse (heute 11. Klasse) der Oberschule in Böblingen ein und bestand 1948 das Abitur mit hervorragenden Ergebnissen in den Naturwissenschaften und Sprachen. Seinem ursprünglichen Wunsch Arzt zu werden stand eine Verletzung am linken Auge entgegen. Daher trug er sich für das Studium der Naturwissenschaften (Biologie, Chemie, Geologie/Geografie) an der Eberhard-Karls-Universität Tübingen ein.
Schon zuvor war sein botanisches Interesse erwacht, weshalb er sich schwerpunktmäßig der mitteleuropäischen Flora und der Pflanzensoziologie widmete. Schon bald war er auf botanischen Exkursionen als Spezialist gefragt. Im Sommer 1950 wurde ihm von seinem Professor Walter Zimmermann eine Doktorarbeit angetragen, verbunden mit einer halben Hilfsassistentenstelle. Damit verbunden waren beispielsweise Gruppenführungen bei botanischen Exkursionen und die Leitung von Bestimmungsübungen. Im Frühjahr 1954 promovierte Dietmar Aichele mit der Arbeit „Die Taxonomie der Gattung Pulsatilla, Sektion Pulsatilla“ und legte fast zeitgleich das erste Staatsexamen für den Höheren Schuldienst ab.

### Berufliche Laufbahn
Um die Zeit bis zum Beginn seines Referendariats zu überbrücken, bewarb er sich 1954 beim Kosmos Verlag (Franckh‘sche Verlagshandlung) in Stuttgart um eine ausgeschriebene Assistenzstelle. Dort wurde ihm die Modernisierung des botanischen Sortiments übertragen, das vor allem auf den Arbeiten von Alois Kosch und Wilhelm Johannes Fischer beruhte. Seine knapp neunmonatige fruchtbare Zusammenarbeit legte den Grundstein für seine spätere Autorenschaft im Bereich der populärbotanischen Werke und seine enge Verbundenheit mit dem Verlag. Jahrzehntelang saß er im Redaktionsbeirat der Zeitschrift Kosmos (Schwerpunkt: Moose und Gefäßpflanzen).
Seinen Beruf als Gymnasiallehrer übte er mit großer Begeisterung und allseits geschätzt bis zu seiner Pensionierung 1991 aus. Zuerst war er am Karls-Gymnasium Stuttgart tätig. In kürzester Zeit erfolgten die Ernennungen zum Studienrat und Oberstudienrat, später Gymnasialprofessor. 1965 wurde er Fachberater für Biologie und sein Aufgabenpensum wuchs, vor allem in den Bereichen Lehrplanarbeit, Prüfungsabnahmen und Lehrerfortbildung. Um einen kürzeren täglichen Schulweg zu haben, ließ er sich 1976 an das seinem Wohnsitz Ehningen näher gelegene Otto-Hahn-Gymnasium in Böblingen versetzen.

### Privates
1964 heiratete Dietmar Aichele die Biologin Renate Eyrich aus Stuttgart-Vaihingen, tätig am dortigen Fanny-Leicht-Gymnasium. Sie und die gemeinsame Tochter Ortrun, die die ärztliche Laufbahn einschlug, unterstützten ihn nach Kräften bei der Bewältigung der vielen Aufgaben, arbeiteten an seinen Werken mit und steuerten auch viele Fotos bei.
In seiner knappen Freizeit widmete er sich neben seiner Familie und dem großen Hausgarten bevorzugt der Pflanzenfotografie, dem Angelsport und Reisen in den mitteleuropäischen Raum.

### Botaniker und Sachbuchautor
Dietmar Aichele war mit Leib und Seele Botaniker und immer auf dem neuesten Stand der Systematik und Taxonomie. Daher arbeitete er bei der Kartierung der mitteleuropäischen Pflanzenwelt und bei der Biotopkartierung in Baden-Württemberg mit. Aichele sah seine Aufgabe aber vor allem darin, seine Kenntnisse auch interessierten Laien außerhalb der Schule oder Hochschule in verständlicher Form weiterzugeben, zum Beispiel bei Vorträgen und Exkursionen in Ortsvereinen von Naturschutzverbänden, Volkshochschulen und natürlich durch die Veröffentlichung seiner zahlreichen Pflanzenbücher.
Für den Kosmos Verlag schrieb er weit über zwanzig Titel oder war Mitverfasser und lieferte vielfach auch die passenden Fotos dazu. Schwerpunktmäßig ist da die Überarbeitung des weit verbreiteten Blütenpflanzen-Bestimmungsbuches von Alois Kosch „Was blüht denn da?“ zu nennen. Das Werk ermöglicht es, die Pflanzen nach Blütenfarbe und Blütenform zu bestimmen. Dieser Bestseller wurde von Dietmar Aichele von 1965 und der 31. Auflage an über 30 Jahre lang erweitert und neu verfasst. Dabei entstand eine langjährige Zusammenarbeit mit der wissenschaftlichen Grafikerin Marianne Golte-Bechtle, die die Ausgabe von 1973 erstmals mit 600 farbigen handgemalten Abbildungen versehen hatte. Der Klassiker erschien bis 2005 und der 57. Auflage unter dem Namen von Dietmar Aichele. Danach traten Margot und Roland Spohn an seine Stelle.
Zusammen mit seiner Frau Renate, dem seit langen Jahren befreundeten Biologen Heinz-Werner Schwegler (1929–2021) und dessen Frau Anneliese veröffentlichte Dietmar Aichele zahlreiche weitere Naturführer, die mehrfach aufgelegt wurden.
Die Krönung seines Schaffens aber war, nach fast 30-jähriger Vorbereitungszeit, das fünfbändige Werk „Die Blütenpflanzen Mitteleuropas“, das er gemeinsam mit Heinz-Werner Schwegler verfasste und auch viele Naturfotografien dazu lieferte. Das reich bebilderte Jahrhundertwerk, wie der Kosmos-Verlag es bezeichnete, umfasst einen Einführungsband und vier Bestimmungsbände mit insgesamt über 2700 Seiten und 2400 abgebildeten Pflanzenarten. Marianne Golte-Bechtles Illustrationen sind dabei zahlreich vertreten. Auch dieses Werk richtet sich in erster Linie an den botanisch interessierten Laien.
Dietmar Aichele konnte das Erscheinen des fünften Bandes im Jahr 1996 gerade noch miterleben. Am 7. Mai 1996 verstarb er überraschend an einem Herzinfarkt. Er war gerade dabei, das Manuskript der 56. Auflage von „Was blüht denn da?“, die 1997 erschien, im Franckh-Kosmos Verlagshaus in Stuttgart abzugeben.

## Veröffentlichungen (Auswahl)
- mit Margit Spohn: Was blüht denn da? Der Fotoband. Komplett neu bearbeitet. Kosmos, Stuttgart 2010, ISBN 978-3-440-11490-2. (Erstausgabe mit Dietmar Aichele, Franckh-Kosmos, Stuttgart 1991, ISBN 3-440-06227-9).

- Was blüht denn da? Der Klassiker: 748 wildwachsende Blütenpflanzen Mitteleuropas nach Farbe bestimmen. Illustr. von Marianne Golte-Bechtle. 57. Auflage. Kosmos, Stuttgart 2005, ISBN 3-440-10212-2. (Originaltitel: Was blüht denn da? Ein Führer zum Bestimmen von wildwachsenden Blütenpflanzen Mitteleuropas. 31. Auflage. Neubearb. von Dietmar Aichele und neu illustriert von Angela Paysan. Franckh’sche Verlagshandlung, Stuttgart 1965. Erstauflage von Alois Kosch, Franckh'sche Verlagshandlung, Stuttgart 1935).

- Das fängt man mit der Angel. 30 Süßwasserfische in Farbe. 6. neu bearb. und erw. Auflage. Kosmos, Stuttgart 2002, ISBN 3-440-09352-2. (Erstausgabe: Franckh’sche Verlagshandlung, Stuttgart 1970).

- Wildblumen. Neuausgabe. Franckh-Kosmos, Stuttgart 1989, ISBN 3-440-06070-5. (Originaltitel: Das blüht an allen Wegen – Ein Führer zu 120 häufigen Pflanzen. Erstausgabe: Franckh’sche Verlagshandlung, Stuttgart 1967).
- mit Heinz-Werner Schwegler: Unsere Gräser, Süßgräser, Sauergräser, Binsen. Bearb. von Mark Bachofer. 13. unver. Auflage. Kosmos, Stuttgart 2016, ISBN 978-3-440-15408-3. (Erstausgabe: Franckh’sche Verlagshandlung, Stuttgart 1981).

- mit Heinz-Werner Schwegler: Unsere Gräser. Bearb. von Mark Bachofer. 12. aktual. Auflage. Kosmos, Stuttgart 2011, ISBN 978-3-440-12573-1. (Erstausgabe: Franckh’sche Verlagshandlung, Stuttgart 1965).

- mit Heinz-Werner Schwegler: Die Blütenpflanzen Mitteleuropas Bd. 1–5. 2. überarb. Auflage. Kosmos, Stuttgart 2004, ISBN 3-440-08048-X (Erstausgabe: Franckh-Kosmos, Stuttgart 1994–1996, ISBN 3-440-06190-6).

- mit Heinz-Werner Schwegler: Alpenblumen – Kosmos Naturführer. 2. Auflage. Kosmos, Stuttgart 2003, ISBN 3-440-09531-2. (Erstausgabe: Franckh-Kosmos, Stuttgart 1992, ISBN 3-440-06412-3).

- mit Heinz-Werner Schwegler und Rainer Gerstle (Hrsg.): Blumen am Wegesrand. 3. Auflage. Kosmos, Stuttgart 2002, ISBN 3-440-09178-3. (Erstausgabe: Dietmar Aichele, Franckh’sche Verlagshandlung, Stuttgart 1985, ISBN 3-440-05561-2).

- mit Heinz-Werner Schwegler: Wiesenblumen. 2. Auflage. Kosmos, Stuttgart 2002, ISBN 3-440-09171-6. (Erstausgabe: Franckh-Kosmos, Stuttgart 1992, ISBN 3-440-06401-8).

- mit Heinz-Werner Schwegler: Unsere Moos- und Farnpflanzen. Eine Einführung in die Lebensweise, den Bau und das Erkennen heimischer Moose, Farne, Bärlappe und Schachtelhalme. 11. Auflage. Franckh-Kosmos, Stuttgart 1999, ISBN 3-440-07613-X. (Erstausgabe: Franckh’sche Verlagshandlung, Stuttgart 1956).

- mit Renate Aichele, Heinz-Werner Schwegler und Anneliese Schwegler: Blumen der Alpen. 5. Auflage. Kosmos, Stuttgart 2010, ISBN 978-3-440-12440-6. (Originaltitel: Blumen der Alpen und der nordischen Länder. Erstausgabe. Franckh’sche Verlagshandlung, Stuttgart 1977, ISBN 3-440-04351-7).

- mit Renate Aichele, Heinz-Werner Schwegler und Anneliese Schwegler: Welcher Baum ist das? Bäume, Sträucher, Ziergehölze. 24. Auflage. Franckh-Kosmos, Stuttgart 1992, ISBN 3-440-06570-7. (von Dietmar Aichele bearbeitet ab 1965, Franckh'sche Verlagshandlung, Stuttgart. Originaltitel von Alois Kosch: Welcher Baum ist das? Tabellen zum Bestimmen der wichtigsten Holzgewächse Mitteleuropas. Franckh’sche Verlagshandlung Stuttgart, 1951).

- mit Renate Aichele, Heinz-Werner Schwegler und Anneliese Schwegler: Der Kosmos-Pflanzenführer: Blütenpflanzen, Farne, Moose, Flechten, Pilze, Algen. 2. Auflage. Franckh’sche Verlagshandlung, Stuttgart 1987, ISBN 3-440-04387-8. (Erstausgabe: Franckh’sche Verlagshandlung, Stuttgart 1978, ISBN 3-440-04387-8).

- mit Renate Aichele, Heinz-Werner Schwegler und Anneliese Schwegler: Seen, Moore, Wasserläufe. Kosmos Biotopführer Gewässer. Franckh’sche Verlagshandlung, Stuttgart 1974, ISBN 3-440-04086-0.

- mit Wolfgang Licht: Sträucher (am Waldrand, in Hecken und Gebüschen. Extra: Giftige Arten). Franckh-Kosmos, Stuttgart 1994, ISBN 3-440-06434-4.

- mit Wolfgang Dreyer: Der Teich. Franckh-Kosmos, Stuttgart 1992, ISBN 3-440-06408-5.